# 웅진동
웅진동(熊津洞)은 대한민국 충청남도 공주시의 동이다.

## 개요
웅진동은 무령왕릉과 공산성 및 황새바위가 소재하는 관광지이자, 전통 5일장이 열리는 재래시장이 위치한 상권 밀집 지역이다. 웅진동은 1914년 행정구역 폐합에 따라, 외약리, 용당리, 박산리, 서혈동, 하산리, 소정리, 송산리, 하봉촌의 각 일부를 병합하여, 용당주 읍에 편입되어, 용당정이라 하였다. 1947년 일본식 동명 변경에 의하여, 웅진동으로 고쳤다. 교동은 공주군 남부면 지역으로, 공주향교가 있으므로, 향교골 또는 교촌이라 하였다. 1914년 교촌 일부를 갈라서 금정이라 하여 공주면에 편입하였다가, 1947년 교동으로 고치게 된 것이다. 1986년 공주읍이 공주시로 승격됨에 따라, 공주시 웅진동이 되었으며, 2008년 산성·웅진동 주민센터 통합 후 웅진동 주민센터로 개청되어 웅진동, 교동, 산성동, 금성동을 관할하고 있다.

## 행정 구역
- 웅진동
- 교동
- 산성동
- 금성동